# Triticale
Triticale (× Triticosecale) és un híbrid entre el blat (Triticum) i el sègol (Secale). Fou creat al laboratori, al final del segle xix, el 1876 s'obtingué per primera vegada però era estèril i el 1888 ja se'n va obtenir de fèrtil.
Va ser cultivat per primera vegada a Escòcia i Suècia i cap a la dècada de 1980 el seu conreu s'estengué a altres països. El Triticale disponible comercialment és un híbrid de segona generació, és a dir un creuament entre dues estirps de triticale (triticales primaris). El Triticale combina el potencial de grans rendiments i la bona qualitat del blat amb la tolerància a les malalties i rusticitat del sègol. Només recentment s'ha convertit en un conreu comercial viable. Depenent del cultivar, el Triticale pot semblar-se més o menys a cadascun dels seus progenitors. Es cultiva principalment per a farratge o alimentació animal, fins i tot es poden trobar en botigues de dietètica aliments basats en el Triticale, galetes i cereals per esmorzar.
El Triticale té més proteïna total que el blat però té menys fracció de glutenina i més de lisina. En la panificació cal dir que no es pot fer pa de sègol només amb farina de Triticale (en canvi se'n pot fer amb només farina de sègol).
Com els dos seus progenitors híbrids, blat i sègol, el triticale conté gluten i, per tant, no és apte per a persones amb trastorns relacionats amb la celíaquia,
Els productors principals de Triticale són Polònia, Austràlia, Alemanya, França, Xina i Belarús. El 2005, segons la FAO, 13,5 milions de tones es van produir en 28 països.